# Abgeliebt
Abgeliebt ist das im Mai 2010 veröffentlichte, erste Studioalbum von Jan Sievers. 

## Entstehung
Um die Lieder zu schreiben, benötigte Jan Sievers ungefähr sechs Jahre. Im Musikvideo zu Die Suche spielten Udo Lindenberg, Gunter Gabriel und Jennifer Weist mit.

## Stil und Inhalt
Die Texte sind laut Jan Sievers sehr persönlich, cnet.com findet aber, dass sie und die Musik trübsinnig und kraftlos seien, das Lied 20.000 Mann trete „mit der geballten Kraft eines lauwarmen Kamillentees auf“. Laut.de lobt die „Klarheit und Prägnanz“ seiner Texte.
Den Titel erklärt Jan Sievers, indem er eine Analogie zu einem Teddybären zieht:

„Der Teddy, den man als Kind mit sich trägt, auf der Strasse, auf dem Spielplatz wohin auch immer, hat jahrelang viel Liebe von dir bekommen. Das sieht man dann auch… Nähte sind aufgeplatzt, Arme oder Knopfaugen fehlen. Der ist in meinen Augen abgeliebt, er hat sehr viel positive Liebe bekommen. Die Stücke auf meinem Album auch, sie haben sehr, sehr viel Liebe abbekommen, inhaltlich sowie auch Liebe zum Detail.“

## Rezeption
Der Song Die Suche wird von einem Datingportal verwendet.

## Titelliste
1. Die Suche – 3:24
2. 20.000 Mann – 4:06
3. Was ist dann Liebe? – 4:32
4. Gegen die Zeit – 3:59
5. Verlierer – 4:36
6. Du berührst mich nicht mehr – 4:52
7. Nichts zu bereuen (mit AnNa R.) – 3:47
8. Abgeliebt – 3:59
9. Der wartende Mann – 3:33
10. Keine Worte mehr – 4:03
11. Nichts geht ohne dich – 4:03
12. Wenn das alles war – 5:04
13. Fortsetzung folgt – 3:53